# Le Merlerault
Le Merlerault – miejscowość i gmina we Francji, w regionie Normandia, w departamencie Orne.
Według danych na rok 1990 gminę zamieszkiwały 974 osoby, a gęstość zaludnienia wynosiła 51 osób/km² (wśród 1815 gmin Dolnej Normandii Le Merlerault plasuje się na 233. miejscu pod względem liczby ludności, natomiast pod względem powierzchni na miejscu 135.).